# Blackhat (film)
Blackhat è un film del 2015 diretto da Michael Mann, con protagonista Chris Hemsworth. Si tratta del ritorno dietro la macchina da presa per il regista Mann dopo sei anni da Nemico pubblico - Public Enemies del 2009.

## Trama
Un impianto nucleare a Chai Wan, Hong Kong, va in fusione quando un hacker fa surriscaldare ed esplodere le pompe di raffreddamento. Poco dopo, il Mercantile Trade Exchange di Chicago viene violato, facendo salire i futures della soia. Il governo cinese e l'FBI determinano che l'hacking è stato eseguito utilizzando uno strumento di accesso remoto (RAT). Il capitano Chen Dawai, dell'unità di guerra informatica dell'Esercito Popolare di Liberazione, è incaricato di trovare l'hacker. Per compiere questa missione si avvale dell'aiuto di sua sorella Lien, un ingegnere di rete. Incontra l'agente speciale dell'FBI Carol Barrett a Los Angeles e rivela che il codice del RAT è stato scritto da lui e Nicholas Hathaway, suo compagno di stanza al college, durante il loro periodo al MIT. Dawai chiede che a Hathaway, che è in prigione per aver violato delle banche, venga offerto un rilascio temporaneo in cambio dei suoi servizi. Hathaway, sapendo quanto sia necessario per l'indagine, chiede nuovi termini: la sua pena detentiva commutata se la sua assistenza porta all'identificazione e alla cattura dell'hacker. Gli viene richiesto di indossare una cavigliera elettronica e di essere accompagnato dal vice sceriffo Mark Jessup.
Hathaway manipola il sistema di aggiornamento del GPS del telefono di Jessup che traccia la sua posizione, permettendogli di seguire la sua stessa pista e organizzare un incontro con il partner dell'hacker in un ristorante. Mentre aspettano, racconta a Lien del suo passato, ma il partner non arriva. Hathaway scopre una telecamera che li osserva e, seguendola fino al computer collegato, comunica all'hacker che ora è sulle sue tracce.
Gli indizi scoperti da Dawai e Barrett portano la squadra a Hong Kong, dove lavorano con l'ispettore di polizia Alex Trang. La squadra rintraccia il denaro della borsa a un agente paramilitare di nome Elias Kassar. Hathaway, Jessup, Chen e Trang, insieme a una squadra della Special Duties Unit, fanno irruzione nel nascondiglio di Kassar e ne segue una sparatoria in un tunnel di drenaggio, con la morte di Trang e di diversi agenti mentre Kassar e i suoi uomini fuggono.
L'impianto nucleare si è stabilizzato abbastanza da far recuperare un disco di dati dalla sala di controllo, ma è corrotto dalle radiazioni. Il software Black Widow della National Security Agency ha il potere di riparare i dati, ma la NSA nega l'accesso ai cinesi. A malincuore autorizzato da Barret, Hathaway riesce ad entrare nella NSA e usa Black Widow, scoprendo che il server dell'hacker ha sede a Giacarta. Lien scopre che l'hacker ha comprato foto satellitari ad alta risoluzione di un sito vicino a Seri Manjung, in Malesia.
Per il suo hacking illegale, l'NSA e l'FBI chiedono che Hathaway torni in prigione. I superiori di Dawai gli consigliano di consegnare Hathaway al governo americano, ma lui invece avvisa Hathaway dei loro piani. Nel frattempo, uno degli uomini di Kassar piazza segretamente un dispositivo di localizzazione sull'auto di Dawai. Mentre Hathaway e Lien, che sono diventati romanticamente coinvolti, discutono sulla sua fuga da solo, Dawai viene fatto saltare in aria da un razzo lanciato da Kassar. Barret e Jessup, arrivati sulla scena, riescono a sparare a diversi uomini di Kassar prima di essere entrambi uccisi. Lien e Hathaway scappano su un treno della metropolitana, e lei usa le sue conoscenze per noleggiare un aereo per la Malesia.
Hathaway deduce che l'attacco dell'hacker alla centrale nucleare era solo un test per un piano successivo: sabotare una grande diga e distruggere diverse grandi miniere di stagno in Malesia, permettendo all'hacker di trarre profitto comprando opzioni di stagno. A Giacarta, entra nel computer di una banca per prosciugare i conti bancari di Sadak, costringendo quest'ultimo a contattarlo. Sadak e Hathaway si accordano per incontrarsi e discutere di una partnership; Hathaway prevede un doppio gioco e si arma con armi di fortuna e un'armatura che nasconde sotto i vestiti.
Sebbene Hathaway insista che Sadak e Kassar vengano da soli, essi portano i loro scagnozzi. Lien li individua e avverte Hathaway, che ordina loro un nuovo posto in un parco durante una grande processione religiosa. Hathaway li segue, ma viene preso sotto tiro da Kassar. Mentre viene perquisito, Hathaway acceca e pugnala a morte Kassar con un cacciavite affilato. Gli uomini di Sadak lo raggiungono e ne segue uno scontro a fuoco; Hathaway viene colpito più volte, ma riesce a uccidere i rinforzi. Sadak pugnala Hathaway con un coltello ma Hathaway riesce a reagire, pugnalandolo a sua volta e uccidendolo. Egli infine si riunisce con Lien, che gli cura le ferite, prima di lasciare l'Indonesia con i soldi di Sadak.

## Produzione
Inizialmente il progetto era intitolato Cyber. L'idea di realizzare il film è venuta a Mann a seguito della diffusione di Stuxnet, malware progettato dagli americani e dagli israeliani per sabotare le centrifughe dell'impianto nucleare iraniano di Natanz.
Il budget del film è stato di 70 milioni di dollari, e le riprese si sono svolte tra la California, Hong Kong, l'Indonesia e la Malaysia e sono iniziate nel luglio del 2013.

## Colonna sonora
Come la maggior parte dei film di Mann, anche Blackhat contiene tracce dei generi più disparati. Alla parte strumentale hanno lavorato Atticus Ross, Leo Ross e Harry Gregson-Williams. Quest'ultimo, dopo aver partecipato alla première del film, ha scritto un lungo post su Facebook con cui si è dissociato dal risultato finale. Il compositore, infatti, ha sottolineato la presenza di strumenti a corda e synth mai utilizzati da lui per la realizzazione dell'accompagnamento musicale, così come ha accusato la quasi totale assenza di 90 minuti di suonato scritti per il film.
Il film contiene inoltre brani rielaborati provenienti dal film Elysium di Ryan Amon e da In linea con l'assassino dello stesso Gregson-Williams, così come canzoni elettropop dei Am444 e brani rock degli Eye Eagle Williamson. Il brano che accompagna i trailer è una cover di Knockin' on Heaven's Door eseguita da Antony and the Johnsons.

### Tracce
1. Eagle Eye Williamson: Snake Charmer
2. Kenji Lin: The Chink
3. Am444: Guai Meng
4. Azucar MC: Peligroso
5. Ryan Amon: Darkness
6. Ryan Amon: Things To Come
7. Ryan Amon: Let The Girls Out
8. Ryan Amon: Deportation
9. Ryan Amon - Max & Spider in Protocol Room
10. James Leg: Oh, Sinner Man
11. Wiwien Ngesti: Ini Dangdut
12. Harry Gregson-Williams: Trapped
13. Sekaa Gong Manik Medrtha Sari: Tabu Gilak Bebarongan
14. Robert Walsh: Call To Prayers

## Distribuzione
Il primo trailer del film viene diffuso il 25 settembre 2014.
La pellicola è stata distribuita nelle sale cinematografiche statunitensi a partire dal 16 gennaio 2015 ed in quelle italiane dal 12 marzo. A causa dei bassi incassi statunitensi, in Australia la pellicola verrà rilasciata nel mercato direct-to-video senza passare per le sale cinematografiche.

### Divieto
Negli Stati Uniti d'America il film è stato vietato ai minori di 17 anni non accompagnati, per la presenza di violenza e linguaggio scurrile.

## Accoglienza

### Incassi
Il film è stato uno dei peggiori flop del 2015, incassando solo 19,4 milioni di dollari in tutto il mondo, il 28% del suo costo di produzione.

### Critica
Negli Stati Uniti, Blackhat ha ricevuto critiche contrastanti. Il sito Rotten Tomatoes ha riportato che il 34% delle 149 recensioni ha dato un giudizio positivo, con una media voto di 4,9 su 10. Similmente, su Metacritic il film ha un punteggio di 51 in base a 37 recensioni. Peter Debruge di Variety ha criticato il film perché «per un film basato sugli attacchi hacker, è assolutamente assurdo che i computer compaiano così raramente su schermo». Molte delle critiche sono state mosse a Chris Hemsworth, ritenuto da molti inadatto al ruolo di hacker informatico. Kenneth Turan di LA Times afferma infatti che «in teoria, l'aver scelto il muscoloso Hemsworth [...] come qualcuno in grado di farti del male con la tastiera così come con le sue nocche è un'intrigante mossa di casting assurdo». Kyle Smith di New York Post ha dato al film 3,5 su 4 stelle, dichiarando che «c'è troppa informatica in questo film, ma c'è anche qualche brivido». Peter Travers dei Rolling Stone ha apprezzato il film e gli ha dato 3 su 4 stelle. Nella sua recensione ha scritto che «la cosa migliore fra tutte è l'entusiasmo di vedere Mann usare il suo dinamismo da regista per affrontare il nuovo volto della guerra del XXI secolo».
La critica italiana, al contrario di quella americana, ha accolto il film con recensioni e commenti molto positivi. Federico Gironi di Comingsoon.it scrive che Mann «lascia dietro di sé, invecchiata di colpo di 10 anni, la forma-cinema hollywoodiana tradizionale e avanza verso il futuro». Gabriele Niola, su BadTaste.it, ha recensito positivamente il film affermando che «forse è il miglior film mai fatto sul cybercrimine», pur sottolineando tuttavia di non aspettarsi un'«aderenza al reale al 100%». Roberto Nepoti, su la Repubblica.it, ha descritto Blackhat come «un film importante, forse il primo vero film dell'epoca digitale». Luca Liguori di Movieplayer.it ha dato al film 4 su 5 stelle lodando le scene d'azione, la colonna sonora ed il finale «in cui il reale e il virtuale si fondono, e lo stesso Nick sembra quasi trasformarsi in un virus». Michele Faggi per la testata giornalistica online indie-eye.it descrive il Cyberspace di Blackhat come parte di un «tessuto complesso che si manifesta attraverso continue risemantizzazioni e passaggi, un intreccio promiscuo tra immediato e mediato, tangibile e liquido, aptico e virtuale».

## Riconoscimenti
- 2015 - Teen Choice Awards[20]
  - Candidatura per il miglior attore in un film drammatico a Chris Hemsworth